# Dumitru Sachelarie
Dumitru Sachelarie (n. ? - d. ?) a fost unul dintre ofițerii Armatei României, care a exercitat comanda unor mari unități și unități militare, pe timp de război, în perioada Primului Război Mondial și operațiilor militare postbelice. 
A îndeplinit funcția de comandant de brigadă în anul 1918.

## Cariera militară
Dumitru Sachelarie a ocupat diferite poziții în cadrul unităților de infanterie ale armatei române. A fost locotenent-colonel în 1916, colonel în 1917 și comandant de brigade în 1918.